# UAZ-450
UAZ-450（ロシア語: УАЗ-450）は、ソビエト連邦のウリヤノフスクに拠点を置くウリヤノフスク自動車工場（略称UAZ）で製造されていた四輪駆動の小型バンである。オフロード向け車両であるGAZ-69のシャーシをベースとしており、1958年から1965または1966年まで派生車両とともに生産されていた。この車両は現在も生産されているUAZ-452に代替されるまでに、合計で約55,000台が生産された。UAZ-450は後継製品と同様に様々な車両のベースとなり、UAZにおける最初の自社開発車両シリーズを成した。

## 概要

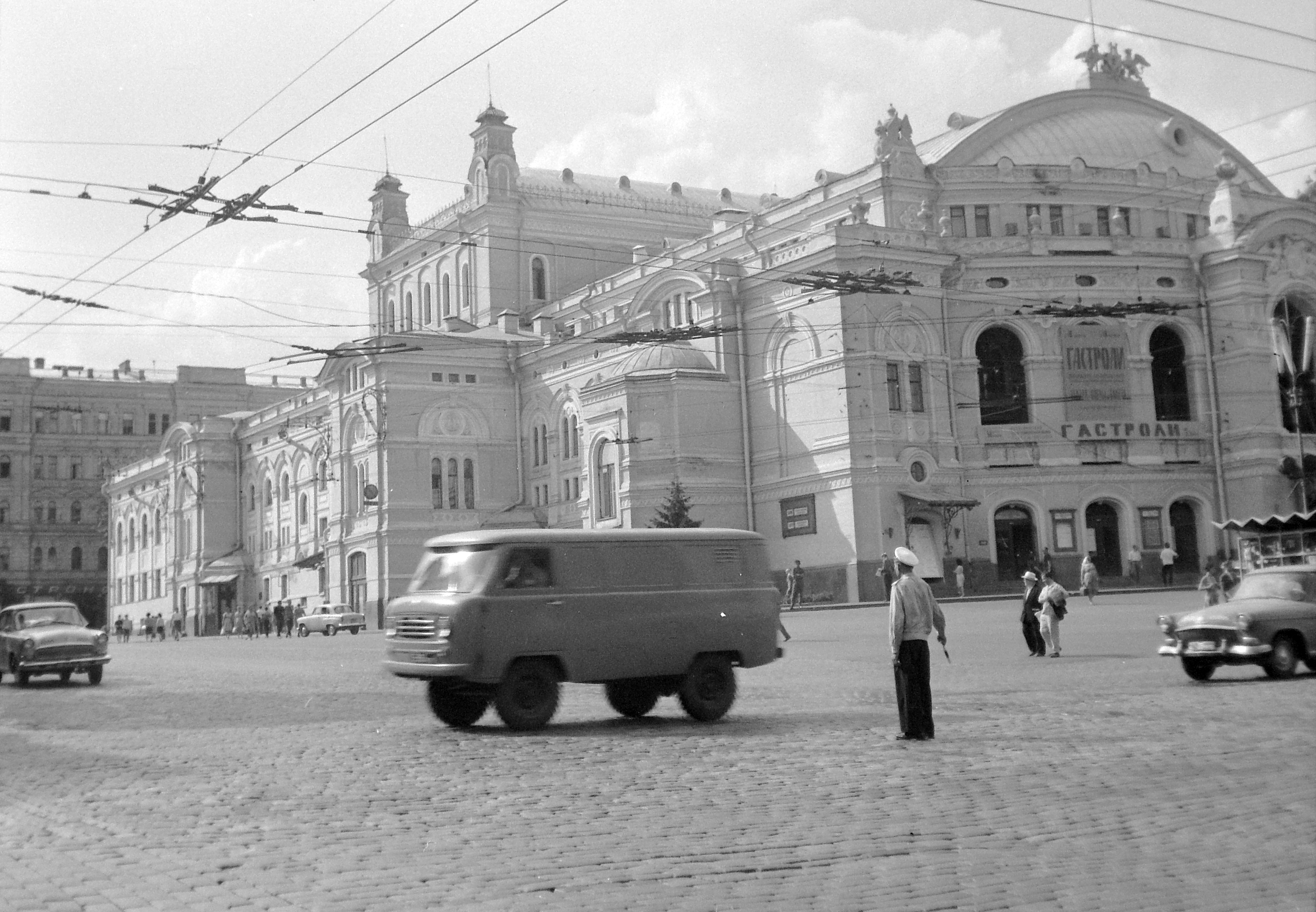
キエフを走行するUAZ-450（1965年撮影）

1954年、様々な用途に使える汎用バンを目的としてUAZ-450の開発が開始された。開発にあたっては2つの異なるアプローチが取られた。両仕様とも既に量産されていたオフロード車のGAZ-69をベースにするというアイデアが採用されていたが、デザインはそれぞれ異なっていた。一つは、GAZ-69の車体をできるだけ用い、Bピラーまでを既存の構造からそのまま流用したもので、対するもう一つの仕様ではキャブオーバー型に一新していた。この仕様はUAZが設計したもので、当時のソ連の基準では目新しく、後にソ連において最初に大量生産を承認されたキャブオーバートラックの車種になった。
ローリング・シャーシは、フレームとエンジン、トランスミッションなど、主要な構成部品が全てGAZ-69から流用された。但し、搭載する4気筒ガソリンエンジンはシリンダー径が82mmから88mmにボアアップされ、出力も62馬力（46kW）にまで引き上げられていた。マニュアルギアボックスは前進3速、後退1速で、2速3速間にのみシンクロメッシュ機構が搭載されていた。フロントアクスルはモスクワ車両研究所（NAMI）が設計に参加し、800kgの積載量が技術的に可能であると確認された。エンジンは運転席と助手席の間の内部に移設された。また、計画段階で将来的な派生型の展開を決定し、プロトタイプを企画した。この試作では救急車、クローズドパネルバン、ミニバス、平ボディトラックの仕様が開発された。
1957年秋、プロトタイプの道路の走行試験と不整地道路の走行試験が実施された。試験走行の範囲はカザフスタンやロシアの寒極の地オイミャコンにも広げられた。また、カラコルムの横断やパミール高原での試験も行われた。 生産はやや遅れて1958年4月に開始され、量産にあたってはプロトタイプの仕様から発展してラジエータグリルのデザインやボディラインに変更が加えられた。 1958年末には、ウリヤノフスク工場の生産能力は年間にバンを4000台生産できる程度にまで増強された。UAZ-450のフロントガラスは1960年まで分割式、それ以降は一体式のものを採用していた。1964年までは車体の一部が合板で作られていたが、その後全金属製に変更された。ほとんどの派生車両の生産は1965年までであったが、救急車のUAZ-450Aは1966年まで生産された。最終的に後継のUAZ-452の生産に移行するまで、すべての仕様で計55,319台が生産された。なお、1961年からは後輪駆動のみのUAZ-451という車種も作られていたが、これはUAZ-450以降の後継機種の特徴を備えていた。
UAZ-450は非常に単純な構造が採用されている。車両は1026個の部品とアセンブリから成っており、そのうち491個がシャーシ用、535個がボディ用である。なお、現代の自動車の場合は5000から7000個程度の部品とアセンブリから構成されている。
車両の試験中、既にUAZ-450には作業員からロシアの典型的なパンにちなんでブハンカ（ロシア語: Буханка）という愛称が与えられていた。

## 派生
UAZ-450には様々な派生仕様があり、主に装備や車体の面で差異があった。
- UAZ-450 - 基本仕様のクローズドボックスバンで、1958年4月から1965年12月まで製造された。
- UAZ-450A - 救急車仕様。特にソ連軍向けに製造されたが、シリア、インドネシア、アルバニアにも少数が輸出された。1958年から1966年まで製造されており、*UAZ-450の派生型の中では最も遅くまで生産が継続された仕様になった[1]。
- UAZ-450B - 窓付き、特殊内装のミニバス。このミニバスは、ソ連軍の上級士官用の車両として開発されたもので、テーブル、ラジオ、2つの折りたたみ式ベッド、スチール製キャビネットなどが搭載されていた。当初は試作のみの車両あったが、後にUAZ-450とUAZ-450Aをベースとして軍用に数台が制作された。
- UAZ-450W - 全周がガラス張りのミニバス仕様で座席は8＋1席。1958年から1965年まで製造され、UAZ-452Wか後継となる。
- UAZ-450D - 1958年から1965年まで製造された、800kgを積載可能な平ボディトラック。
- UAZ-450I - 現場作業員への温かい食事の配達用ワゴン車のプロトタイプ。この車両は1963年に製造され、顧客である集団農場に引き渡された。
- UAZ-450IO-1およびUAZ-450IO-2 - 農業用のプロトタイプ。
- UAZ-450P - UAZ-752セミトレーラーに対応したプロトタイプのトラック[5]。
- UAZ-450EM - UAZ-450とUAZ-450Aをベースに開発された電気自動車。1959年から生産され、主に空港で使用された。UAZは後年にもこのような車両を製造している[6]。

## 諸元
特に明記されていない限り、UAZ-450Dの仕様を記す。
- エンジン：水冷4気筒直列4気筒ガソリンエンジン、 4ストローク
- エンジンタイプ：「UAZ-450」
- パワー： 3800rpm、62hp（46kW）
- バルブ制御：サイドバルブ
- 燃料供給：キャブレター、タイプK-22Sch
- 排気量：2430cm³
- ボア：88.0mm
- ストローク：100.0mm
- 最大トルク：2000rpmで149Nm
- 点火順序：1-2-4-3
- 圧縮：6.6:1
- 燃料：ガソリン（最低72オクタン）
- タンク容量：56リットル
- クラッチ：単板乾式クラッチ
- トランスミッション：リバース、3速メカニカルトランスミッション（2速3速間シンクロ）
- 減速機：機械式、2段
- 最高速度：90km / h
- 電圧：12V
- オルタネーター：12V 18A
- スターター：タイプST20、1.2hp出力
- 駆動方式：四輪駆動

- 長さ：4405mm
- 幅：2040mm
- 高さ：2070mm
- ホイールベース：2300mm
- 前後のトラック幅：1436mm
- ローディングシルの高さ：1080 mm
- プラットフォームの寸法（内側、L×W×H）：2600×1870×420 mm
- 最低地上高：220mm
- 旋回経：13.8 m
- タイヤサイズ：8.40-15インチ
- 空の重量：1700 kg
- 積載量：800 kg（プラットフォーム）または750 kg（パネルバン）+各150 kg（車内）
- 許容総重量：2650kg
- フロントアクスル荷重：1210 kg
- リアアクスル荷重：1440 kg
- 牽引能力：850kg